# Anders Wollbeck
Anders Wilhelm Axel Wollbeck (nacido el 10 de febrero de 1958 en Estocolmo) es un compositor de canciones y productor discográfico sueco. Toca la guitarra y el teclado. Es parte de la composición y producción del dúo Vacuum junto a Mattias Lindblom.

## Carrera
Wollbeck ha trabajado con un número de artistas en su carrera incluyendo Army of Lovers, Alcázar, Midi, Maxi & Efti, Vacuum, Rachel Stevens, Monrose, Tarja Turunen, Cinema Bizarre, Vengaboys y Tata Young. Un número de canciones coescritas por Wollbeck se han convertido en éxitos internacionales. También ha escrito y producido la banda sonora para el episodio Tatort de Kalter Engel.

## Vida personal
Wollbeck está casado con Marie Sundström-Wollbeck, que diseñó la mayoría de las portadas de Army of Lovers. La pareja tiene dos hijos y reside en Estocolmo.

## Discografía selecta
- «Crucified», «Obsession» y «Ride the Bullet» de Army of Lovers. Crucified ha sido presentada recientemente en el videojuego de ventas multimillonarias Just Dance 4. Una versión regrabada de la canción alcanzó en 2014 la decimoctava posición en la Billboard Dance/Club Chart.
- «Crying at the Discoteque» de Alcázar.
- «I Breathe» de Vacuum (ventas de Oro en Suecia).
- «I Walk Alone», «Die Alive», «Into the Sun» y «Victim of Ritual» de Tarja Turunen.
- «Home» de Julie Berthelsen (ventas de Doble Platino en Dinamarca).
- «What You Don't Know» de Monrose.
- «Negotiate With Love» de Rachel Stevens.
- «Accidental» de Garou.
- «Rocket to Uranus» de Vengaboys.
- «Beginning» de Girl's Geberation.
- «Chu» de f(x) (ventas de Platino en Corea del Sur).
- «I Only Know How to Love» de The Tenors presentada en el álbum número uno en Billboard «The Canadian Tenors».
- «Y3K» de Tohoshinki presentada en el álbum número uno en Japan y Global Album Chart TIME.
- «You Set Fire to My Life» y «Out of the Blue» de Tina Arena (ventas de Platino en Australia).

- Datos: Q4753955